# Hermann Billung
Hermann Billung (900 hoặc 912 – 27 tháng 3 năm 973) là bá tước của Billung March từ năm 936 cho đến khi qua đời.